# Élie Facchini
Élie Facchini, ou Élie de Cento, né le 2 juillet 1839 à Reno de Cento en Italie et mort le 9 juillet 1900 à Taiyuan dans la province du Shanxi en Chine, est un prêtre franciscain italien, missionnaire en Chine. Il a été canonisé le 1er octobre 2000 à Rome par Jean-Paul II, en même temps que les autres martyrs de Chine de la révolte des Boxers. Sa fête est le 9 juillet.

## Biographie

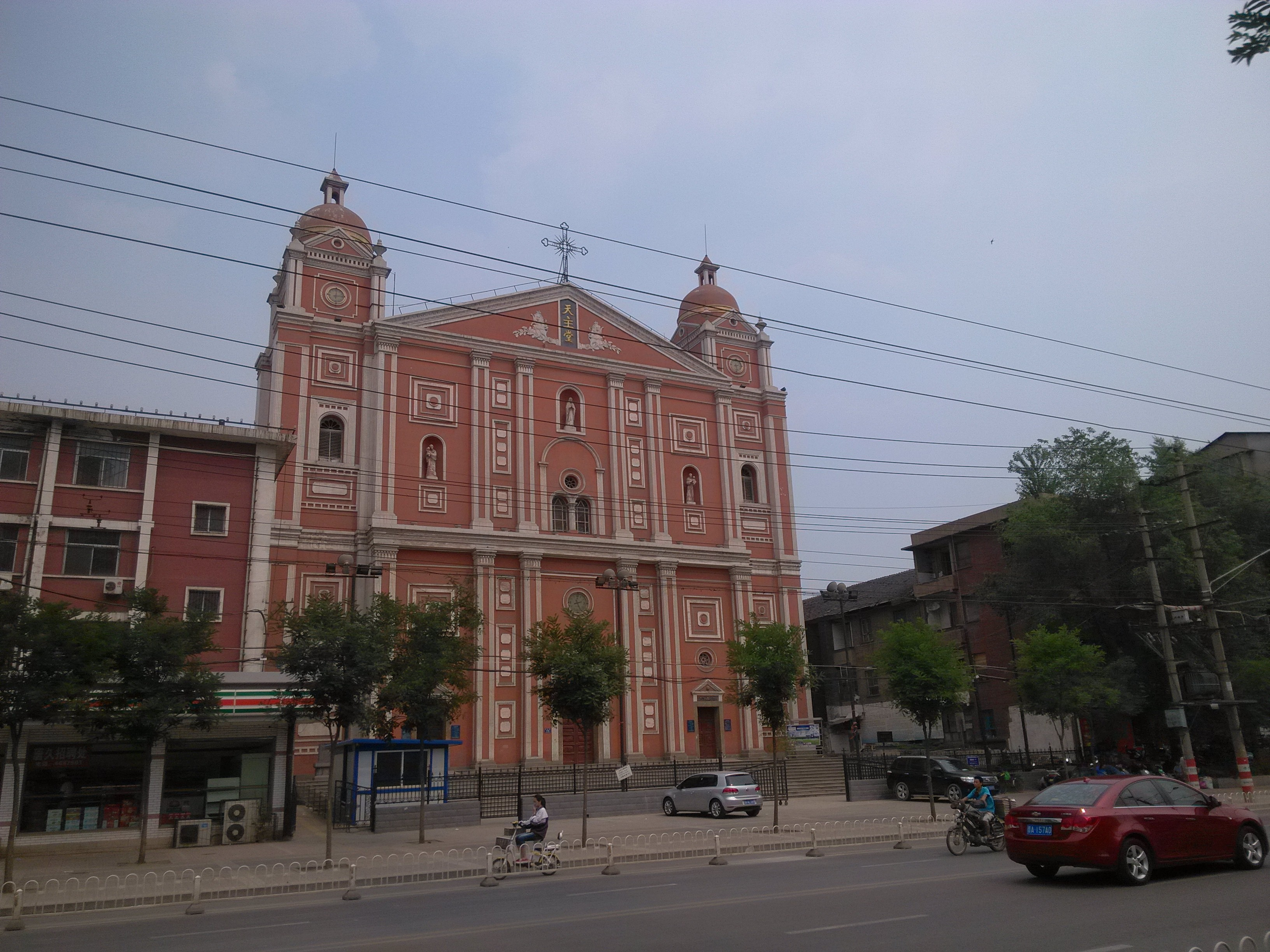
Vue de l'ancienne église de la mission de Taiyuan, aujourd'hui cathédrale de l'Immaculée-Conception.

Situation de Taiyuan sur la carte de Chine.

Il est le troisième et dernier enfant, après deux filles, de Francesco Facchini et de son épouse Marianna Guiaraldi, fervente chrétienne. Il reçoit le nom de baptême de Giuseppe Pietro (Joseph Pierre),  et prend le nom de religion le 1er novembre 1854 de frère Élie, lorsqu'il entre chez les frères mineurs à l'âge de dix-huit ans. Sa vocation est acceptée avec grand étonnement par ses parents et ses sœurs. Il commence son noviciat chez les frères de la maison provinciale de Bologne, puis est envoyé à Rimini au couvent des Grâces, où il prononce ses vœux le 1er novembre 1854. C'est au couvent des Grâces qu'il rencontre Francesco Fogolla qui deviendra missionnaire, puis vicaire apostolique coadjuteur en Chine et avec lequel s'instaure une profonde amitié. Élie est ordonné prêtre le 18 décembre 1864 à l'âge de vingt-cinq ans des mains de l'archevêque de Florence.
Quelques années plus tard, après les lois de spoliation des congrégations catholiques qui interdisent entre autres aux congrégations de recruter des novices (et particulièrement les franciscains dont la plupart des couvents sont fermés), le bouillant prêtre - qui s'est réfugié dans sa famille - pense à partir pour la Chine. Il s'en va étudier les langues avec la permission de ses supérieurs à Rome au collège des missions de S. Bartolomeo all'Isola. Il s'embarque à Civitavecchia et arrive dans l'Empire du Milieu le 6 décembre 1867 à Shanghai. Aussitôt après, il s'engage à pied ou à dos de mulet avec un convoi français et un confrère italien dans un long voyage qui le mène à Tchi-Nan-Fou dans le Shandong en mars 1868, mais peu après il est requis par le vicaire apostolique dans le Shanxi où les missions sont tenues par les franciscains italiens. Il arrive à Taï-Yuan-Fou (aujourd'hui orthographié Taiyuan) où il retrouve d'anciens amis, Gregorio Grassi et Francesco Fogolla. Le sous-district de Ta-Tong-Fou lui est assigné et il y demeure une année. Il retourne à Taï-Yuan-fou pour prendre en charge le séminaire chinois qui ne comprend alors qu'une vingtaine d'élèves. Il s'en occupe pendant vingt ans et en fait un établissement d'importance. En 1893, il est nommé à la tête de la communauté conventuelle de Tong-Eul-Kou avec trois prêtres et trois novices chinois. Quatre ans après, il retourne diriger le séminaire chinois de Taï-Yuan-Fou.
Il souffre dans les dernières années d'une maladie cutanée qui l'éprouve particulièrement dans les temps de chaleur. Le 6 juillet 1900 en pleine révolte des Boxers, le tribunal chinois le convoque sur ordre du vice-roi Yuxian (en) avec ses confrères pour le condamner à mort ainsi que les sept franciscaines missionnaires de Marie arrivées un an plus tôt pour s'occuper des deux orphelinats dirigées par Mère Marie-Hermine de Jésus. À la question : « qui es-tu? », il répond « je suis un homme d'Italie. » Il est le dernier des vingt-cinq martyrs à être décapité, le 9 juillet 1900. Sa tête est hissée, fixée et exhibée avec celle de Mgr Fogolla sur le rempart au-dessus de la porte sud de la ville.
Il est béatifié le 24 novembre 1946 par Pie XII et canonisé le 1er octobre 2000 par Jean-Paul II avec les autres martyrs de Chine.

### Articles liés
- 120 martyrs de Chine
- Liste des canonisations par Jean-Paul II